# Elaphoglossum serpentinum
Elaphoglossum serpentinum är en träjonväxtart som beskrevs av A.Rojas och W.D.Rodr. Elaphoglossum serpentinum ingår i släktet Elaphoglossum och familjen Dryopteridaceae. Inga underarter finns listade.